# Prima Categoria Puglia 1971-1972
Nella stagione 1971-1972 la Prima Categoria era il quinto livello del calcio italiano (il massimo livello regionale) in pochi campionati regionali.
Qui vi sono le statistiche relative al campionato gestito dal Comitato Regionale Pugliese per la regione Puglia.
Il campionato è strutturato in vari gironi all'italiana su base regionale, gestiti dai Comitati Regionali di competenza. Promozioni alla categoria superiore e retrocessioni in quella inferiore non erano sempre omogenee; erano quantificate all'inizio del campionato dal Comitato Regionale secondo le direttive stabilite dalla Lega Nazionale Dilettanti, ma flessibili, in relazione al numero delle società retrocesse dal Campionato Interregionale e perciò, a seconda delle varie situazioni regionali, la fine del campionato poteva avere degli spareggi sia di promozione che di retrocessione.

## Girone A

### Aggiornamenti
L'A.C. Modugnese è stata riammessa. 

### Squadre partecipanti
| Club                         | Città                         |
| ---------------------------- | ----------------------------- |
| A.S.C. Acquaviva             | Acquaviva delle Fonti (BA)    |
| F.C. AVIS Edilsport Altamura | Altamura (BA)                 |
| A.S. Bisceglie               | Bisceglie (BA)                |
| A.S. Castellana              | Castellana Grotte (BA)        |
| Pol. Castellaneta            | Castellaneta (TA)             |
| U.S. Corato                  | Corato (BA)                   |
| U.S. Fasano                  | Fasano (BR)                   |
| U.S. Giovinazzo              | Giovinazzo (BA)               |
| A.S. Liberty Palo            | Palo del Colle (BA)           |
| U.S. M. Casamassima          | San Ferdinando di Puglia (FG) |
| A.C. Modugnese               | Modugno (BA)                  |
| Pol. Noci                    | Noci (BA)                     |
| U.S. Noicattaro              | Noicattaro (BA)               |
| A.S. Ruvo                    | Ruvo di Puglia (BA)           |
| Pol. Sammarco                | San Marco in Lamis (FG)       |
| U.S. San Severo              | San Severo (FG)               |

### Classifica finale
|  | Pos. | Squadra           | Pt  | G   | V   | N   | P   | GF  | GS  | DR  |
|  | ---- | ----------------- | --- | --- | --- | --- | --- | --- | --- | --- |
|  | 1.   | Fasano            | 44  | 30  | 18  | 8   | 4   | 47  | 19  | +28 |
|  | 2.   | San Severo        | 40  | 30  | 16  | 8   | 6   | 42  | 24  | +18 |
|  | 3.   | Bisceglie         | 34  | 30  | 12  | 10  | 8   | 28  | 20  | +8  |
|  | 4.   | Altamura          | 33  | 30  | 11  | 11  | 8   | 38  | 28  | +10 |
|  | 5.   | Noicattaro        | 32  | 30  | 10  | 12  | 8   | 34  | 17  | +17 |
|  | 6.   | Noci              | 31  | 30  | 10  | 11  | 9   | 35  | 27  | +8  |
|  | 7.   | Giovinazzo        | 31  | 30  | 9   | 13  | 8   | 37  | 33  | +4  |
|  | 8.   | Liberty Palo      | 30  | 30  | 10  | 10  | 10  | 30  | 29  | +1  |
|  | 9.   | Ruvo              | 29  | 30  | 9   | 11  | 10  | 24  | 32  | -8  |
|  | 10.  | Modugnese         | 28  | 30  | 8   | 12  | 10  | 27  | 33  | -6  |
|  | 11.  | Castellaneta      | 27  | 30  | 9   | 9   | 12  | 27  | 36  | -9  |
|  | 12.  | Acquaviva         | 27  | 30  | 8   | 11  | 11  | 24  | 35  | -11 |
|  | 13.  | Sammarco          | 26  | 30  | 8   | 10  | 12  | 35  | 41  | -6  |
|  | 14.  | Castellana        | 26  | 30  | 9   | 8   | 13  | 23  | 36  | -13 |
|  | 15.  | Corato            | 24  | 30  | 10  | 4   | 16  | 28  | 42  | -14 |
|  | 16.  | MC San Ferdinando | 18  | 30  | 6   | 6   | 18  | 22  | 49  | -27 |
|  |      |                   | 480 | 480 | 163 | 154 | 163 | 501 | 501 | 0   |

Legenda:

         Promosso in Serie D 1972-1973.
         Retrocesso nella nuova Prima Categoria 1972-1973.
Note:
Due punti a vittoria, uno a pareggio, zero a sconfitta.

## Girone B

### Squadre partecipanti
| Club                         | Città                     |
| ---------------------------- | ------------------------- |
| U.S. Antonio Toma Maglie     | Maglie (LE)               |
| U.S. Calimera                | Calimera (LE)             |
| U.S. Carmiano                | Carmiano (LE)             |
| A.C. Ceglie                  | Ceglie Messapica (BR)     |
| S.S. Francavilla             | Francavilla Fontana (BR)  |
| U.S. Gallipoli               | Gallipoli (LE)            |
| A.S. Ginosa                  | Ginosa (TA)               |
| Pol. Ars et Labor Grottaglie | Grottaglie (TA)           |
| U.S. Laterza                 | Laterza (TA)              |
| A.C. Massafra                | Massafra (TA)             |
| A.S. Mesagne                 | Mesagne (BR)              |
| U.S. Novoli                  | Novoli (LE)               |
| Pol. San Cesario             | San Cesario di Lecce (LE) |
| Pol. San Pietro              | San Pietro Vernotico (BR) |
| U.S. Squinzano               | Squinzano (LE)            |
| U.S. Taurisano               | Taurisano (LE)            |

### Classifica finale
|  | Pos. | Squadra               | Pt  | G   | V   | N   | P   | GF  | GS  | DR  |
|  | ---- | --------------------- | --- | --- | --- | --- | --- | --- | --- | --- |
|  | 1.   | Gallipoli             | 44  | 30  | 19  | 6   | 5   | 33  | 16  | +17 |
|  | 2.   | Grottaglie            | 44  | 30  | 16  | 12  | 2   | 43  | 13  | +30 |
|  | 3.   | Carmiano              | 43  | 30  | 17  | 9   | 4   | 48  | 13  | +35 |
|  | 4.   | Francavilla           | 39  | 30  | 15  | 9   | 6   | 52  | 28  | +24 |
|  | 5.   | Toma Maglie           | 37  | 30  | 13  | 11  | 6   | 47  | 33  | +14 |
|  | 6.   | Ginosa                | 35  | 30  | 13  | 9   | 8   | 35  | 27  | +8  |
|  | 7.   | San Cesario di Lecce  | 34  | 30  | 13  | 8   | 9   | 41  | 30  | +11 |
|  | 8.   | San Pietro Vernotico  | 31  | 30  | 10  | 11  | 9   | 36  | 33  | +3  |
|  | 9.   | Squinzano             | 26  | 30  | 8   | 10  | 12  | 34  | 35  | -1  |
|  | 10.  | Calimera              | 22  | 30  | 8   | 6   | 16  | 33  | 45  | -12 |
|  | 11.  | Mesagne               | 21  | 30  | 6   | 9   | 15  | 19  | 49  | -30 |
|  | 12.  | Ceglie Messapica (-2) | 21  | 30  | 5   | 13  | 12  | 17  | 31  | -14 |
|  | 13.  | Novoli                | 21  | 30  | 7   | 7   | 16  | 21  | 33  | -12 |
|  | 14.  | Massafra              | 21  | 30  | 6   | 9   | 15  | 24  | 46  | -22 |
|  | 15.  | Laterza               | 20  | 30  | 5   | 10  | 15  | 18  | 53  | -35 |
|  | 16.  | Taurisano             | 19  | 30  | 4   | 11  | 15  | 28  | 44  | -16 |
|  |      |                       | 478 | 480 | 165 | 150 | 165 | 529 | 529 | 0   |

Legenda:

         Promosso in Serie D 1972-1973.
         Retrocesso nella nuova Prima Categoria 1972-1973.
Note:
Due punti a vittoria, uno a pareggio, zero a sconfitta.
Il Galipoli è stato promosso in Serie D dopo aver giocato lo spareggio con l'ex aequo Grottaglie.
Il Laterza è poi stato riammesso nella nuova Promozione.
Il Ceglie è stato penalizzato con la sottrazione di 2 punti in classifica.

### Spareggio promozione
|           | Risultati |            | Luogo e data                       |
| --------- | --------- | ---------- | ---------------------------------- |
| Gallipoli | 1-1 (dts) | Grottaglie | Stadio Vito Simone Veneziani, 1972 |
|           |           |            |                                    |

Infine il Gallipoli è promosso per sorteggio favorevole.